# 미나미오마치역
미나미오마치역(일본어: 南大町駅)은 일본 나가노현 오마치시에 위치한 동일본 여객철도 오이토 선의 철도역이다. 역 번호는 24번이며, 단선 승강장 1면 1선의 구조를 갖춘 지상역이다.

## 이용 현황
| 승차 인원 추이 | 승차 인원 추이 |
| 연도           | 1일 평균       |
| -------------- | -------------- |
| 2007           | 148            |
| 2010           | 172            |
| 2011           | 158            |

## 역 주변
- 국도 제147호선
- 다카세 강
- 쇼와 전공 오마치 사업소

## 역사
- 1934년 2월 1일 : 시나노 철도의 쇼와역으로서 개업. 여객 영업만.
- 1937년 6월 1일 : 시나노 철도의 국유화. 동시에 미나미오마치역으로 개칭.
- 1983년 3월 25일 : 무인화. JR 초기의 1992년경까지는 파견 직원에 의해 출납이 있었음.
- 1987년 4월 1일 : 일본국유철도 분할 민영화에 의해, 동일본 여객철도가 승계.

## 인접 역
| 동일본 여객철도 오이토 선     | 동일본 여객철도 오이토 선 | 동일본 여객철도 오이토 선                      |
| ----------------------------- | ------------------------- | ---------------------------------------------- |
| 25 시나노토키와 마쓰모토 방면 | ■ 오이토 선               | 시나노오마치 23 미나미오타리 · 이토이가와 방면 |